# Farmington (Misisipi)

.. ..

Farmington es un pueblo ubicado en el estado de Misisipi del  Condado de Alcorn.

## Demografía
Según el censo de 2000 su población era de 1810 habitantes. En 2006 se estimó una población de 2205, un aumento de 395 (21,8%). .

## Geografía
Según el United States Census Bureau tiene un área total de 9,7 kilómetros cuadrados, de los cuales 9,7 km ² cubiertos por tierra y 0,0 km ² están cubiertos por agua.